# Lisianthius umbellatus
Lisianthius umbellatus là một loài thực vật có hoa trong họ Long đởm. Loài này được Sw. mô tả khoa học đầu tiên năm 1788.